# Mustafa Dağıstanlı
Mustafa Dağıstanlı (11. dubna 1931 Söğütpınar – 18. září 2022 Ankara) byl turecký zápasník. Svému sportu se věnoval od roku 1949, ve volném stylu se stal olympijským vítězem v letech 1956 a 1960 a mistrem světa v letech 1954, 1957 a 1959. V řeckořímském zápase vyhrál Středomořské hry 1955.
Po ukončení sportovní kariéry byl poslancem parlamentu za město Samsunu a členem Strany spravedlnosti. Provozuje rodinnou dopravní společnost v Ankaře.